# Ди(тетрахлорогаллат) триртути
Ди(тетрахлорогалла́т) трирту́ти — неорганическое соединение,
комплексный хлорид ртути и галлия
с формулой Hg3(GaCl4)2,
кристаллы.

## Получение
- Сплавление в вакууме хлорида ртути(II), хлорида галлия и ртути:

{\displaystyle {\mathsf {HgCl_{2}+2GaCl_{3}+2Hg\ {\xrightarrow {240^{o}C}}\ Hg_{3}(GaCl_{4})_{2}}}}

## Физические свойства
Ди(тетрахлорогаллат) триртути образует жёлтые кристаллы
моноклинной сингонии,
пространственная группа P 21/c,
параметры ячейки a = 0,71579 нм, b = 1,50159 нм, c = 1,42143 нм, β = 98,9798°, Z = 4
.